# Макарово (Вавозький район)
Мака́рово (рос. Макарово) — присілок в Вавозькому районі Удмуртії, Росія.

## Населення
Населення — 285 осіб (2010; 330 в 2002).
Національний склад (2002):
- удмурти — 76 %

## Господарство
У присілку діє початкова дитячий садочок, фельдшерсько-акушерський пункт та сільський клуб.
Урбаноніми:
- вулиці — Зарічна, Центральна